# Aselefech Mergia

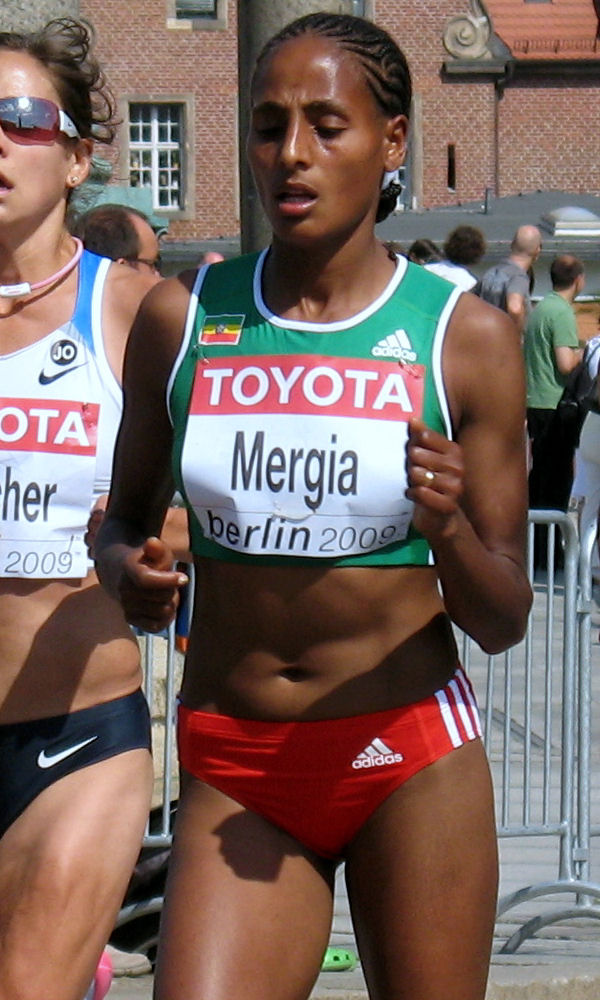
Aselefech Mergia (2009)

Aselefech Mergia (* 23. Januar 1985 in Woliso) ist eine äthiopische Langstreckenläuferin, die sich auf Straßenläufe spezialisiert hat.
Ihren Durchbruch hatte sie im Herbst 2008, als sie zunächst bei den Halbmarathon-Weltmeisterschaften in Rio de Janeiro die Silbermedaille gewann und dann beim Delhi-Halbmarathon in 1:08:17 h, der drittschnellsten Zeit des Jahres, siegte.
2009 wurde sie Zweite beim RAK-Halbmarathon in 1:07:48 h. Über die Volldistanz gab sie dann beim Paris-Marathon ihr Debüt; dort wurde sie Zweite in 2:25:02 h. Einem Sieg bei den World 10K Bangalore folgte der Gewinn der Bronzemedaille beim Marathon der Leichtathletik-Weltmeisterschaften in Berlin in 2:25:32 h.
2010 wurde sie jeweils Dritte beim RAK-Halbmarathon und beim London-Marathon, Zweite bei den World 10K Bangalore und gewann den Delhi-Halbmarathon.
Im Jahr darauf siegte sie beim Dubai-Marathon. Beim Marathon der Weltmeisterschaften 2011 in Daegu erreichte sie nicht das Ziel. Im weiteren Verlauf der Saison gewann sie den Great South Run und wurde Dritte beim Delhi-Halbmarathon.
2012 verteidigte sie ihren Titel in Dubai und blieb dabei als erste äthiopische Frau unter der Marke von 2:20 h.
Die von Renato Canova trainierte 1,68 m große Mergia stand auch im Aufgebot der äthiopischen Mannschaft für die Olympischen Spiele 2012. In London legte sie die olympische Marathonstrecke in 2:32:03 h zurück. Damit rangierte sie an 42. Stelle des Endklassements.
Am 23. Januar 2015 feierte sie ihren dritten Sieg beim Dubai-Marathon mit 2:20:02 h.

## Persönliche Bestzeiten
- 3000 m: 8:54,42 min, 14. Juni 2008, Rabat
- 5000 m: 15:14,21 min, 1. Juni 2008, Berlin
- 10.000 m: 32:34,09 min, 26. Juni 2010, Schukowski
- 10-km-Straßenlauf: 31:25 min, 9. November 2008, Neu-Delhi (Zwischenzeit)
- Halbmarathon: 1:07:21 h, 27. November 2011, Neu-Delhi
- Marathon: 2:19:31 h, 27. Januar 2012, Dubai (ehemaliger äthiopischer Rekord)